# Naturschutzgebiet Dhünntal und Linnefetal mit Seitentälern
Das Naturschutzgebiet Dhünntal und Linnefetal mit Seitentälern ist ein Naturschutzgebiet in Gebieten der Gemeinde Odenthal und der Stadt Wermelskirchen im Rheinisch-Bergischen Kreis.

## Beschreibung

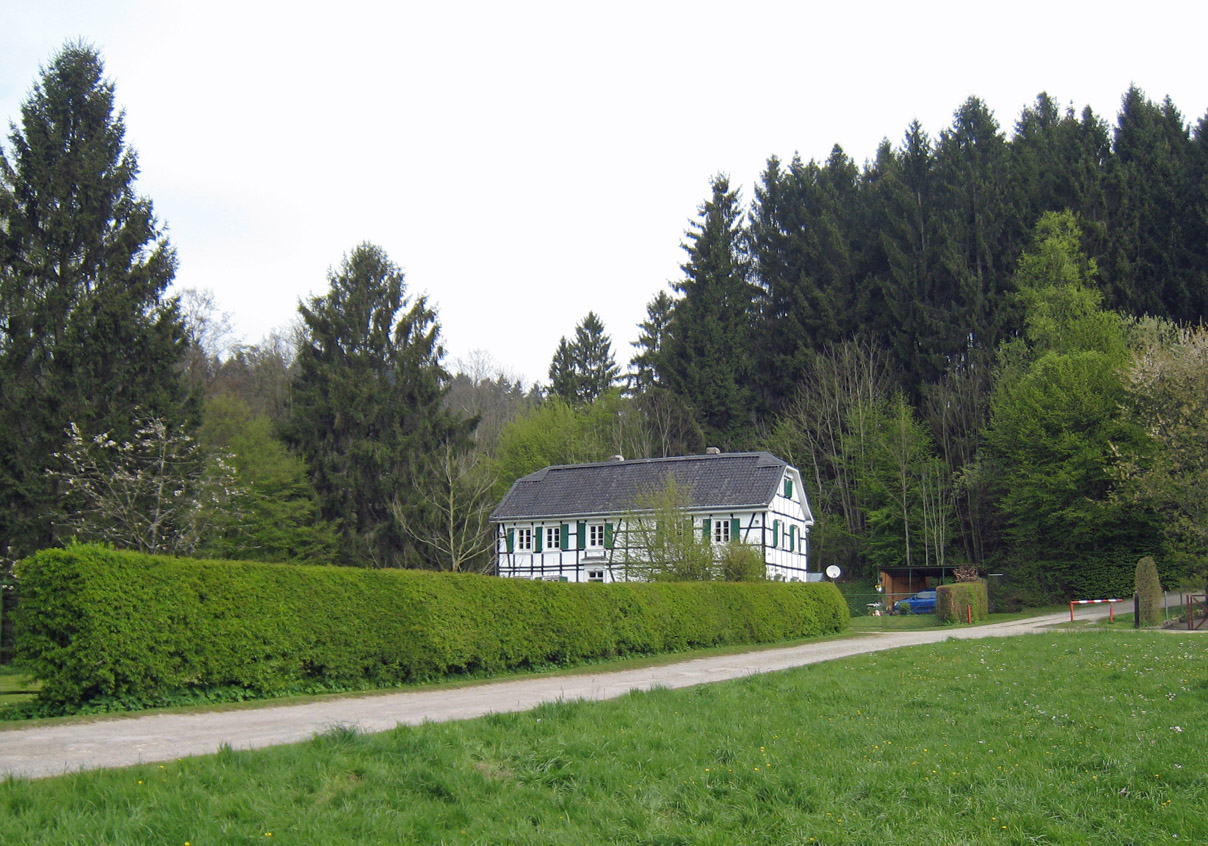
Ehemalige Verwaltung der Pulvermühle in der Aue

### Odenthal
Das Gebiet Dhünntal und Linnefetal erstreckt sich im Gemeindegebiet Odenthal zwischen dem Märchenwald in Altenberg und Hüttchen.

### Wermelskirchen
Das Gebiet Dhünntal und Linnefetal erstreckt sich im Stadtgebiet Wermelskirchen in den Tälern und Seitentälern südlich von Lüdorf und Koenenmühle, westlich von Grünenbäumchen, südlich von Limmringhausen und im Dhünntal bis westlich vom ehemaligen Forsthaus In der Aue.

## Schutzziele
Die Dhünn ist naturnah ausgeprägt und weist Sohlen- und Uferstrukturen auf, die als Lebensräume
unter anderem für die Groppe und das Flussneunauge gute Voraussetzungen bieten. Es handelt sich um eine Kernfläche im Naturpark Bergisches Land. Sie ist Teil des Dhünn-Eifgenbach-Korridors, der die Vernetzung zwischen den beiden Naturräumen Bergische Hochflächen und Bergische Heideterrassen herstellt.
Die Schutzausweisung ist aus folgenden Gründen erfolgt:
- Zur Erhaltung und Entwicklung eines überwiegend naturnahen Bachtalsystems mit größeren Auenwaldbeständen, Feucht- und Nassgrünland sowie der Felspartien, Heidereste und Siefen und der ausgedehnten Buchen- und Eichenwälder sowie Altholzbestände an den Hängen,
- Zur Erhaltung und Entwicklung des vielgestaltigen Biotopkomplexes als Lebensraum vieler seltener und gefährdeter Pflanzen- und Tierarten sowie als wichtiges Element für den regionalen Biotopverbund,
- Zur Erhaltung und Entwicklung von Nass- und Feuchtgrünland, Auenwäldern, Ufergehölzen und naturnahen Quellbereichen,
- Zur Erhaltung der besonderen Eigenart und Schönheit der Landschaft im Talraum der Dhuenn mit seiner besonderen Bedeutung für die Erholung.

## FFH-Gebiet
Ein Teilbereich des Naturschutzgebiets ist auch Teilgebiet des FFH-Gebiets Dhünn und Eifgenbach (Gebietsnummer DE-4809-301). Dabei handelt es sich insbesondere um das Dhünntal unterhalb der Großen Dhünntalsperre in der Nähe von Kochshof bis Altenberg.
Das Schutzinteresse richtet sich auf die relevanten Fauna-Flora-Habitat-Lebensräume:
Fließgewässer mit Unterwasservegetation,
Feuchte Hochstaudenfluren,
Glatthafer- und Wiesenknopf-Silgenwiesen,
Hainsimsen-Buchenwald,
Waldmeister-Buchenwald,
Stieleichen-Hainbuchenwald,
Erlen-Eschen- und Weichholz-Auenwälder.
An Tierarten, die auf die Biotop-Vernetzung im Rahmen des Programms natura 2000 besonders angewiesen sind, sollen gefördert werden:
Groppe, Bachneunauge, Flussneunauge und Lachs.

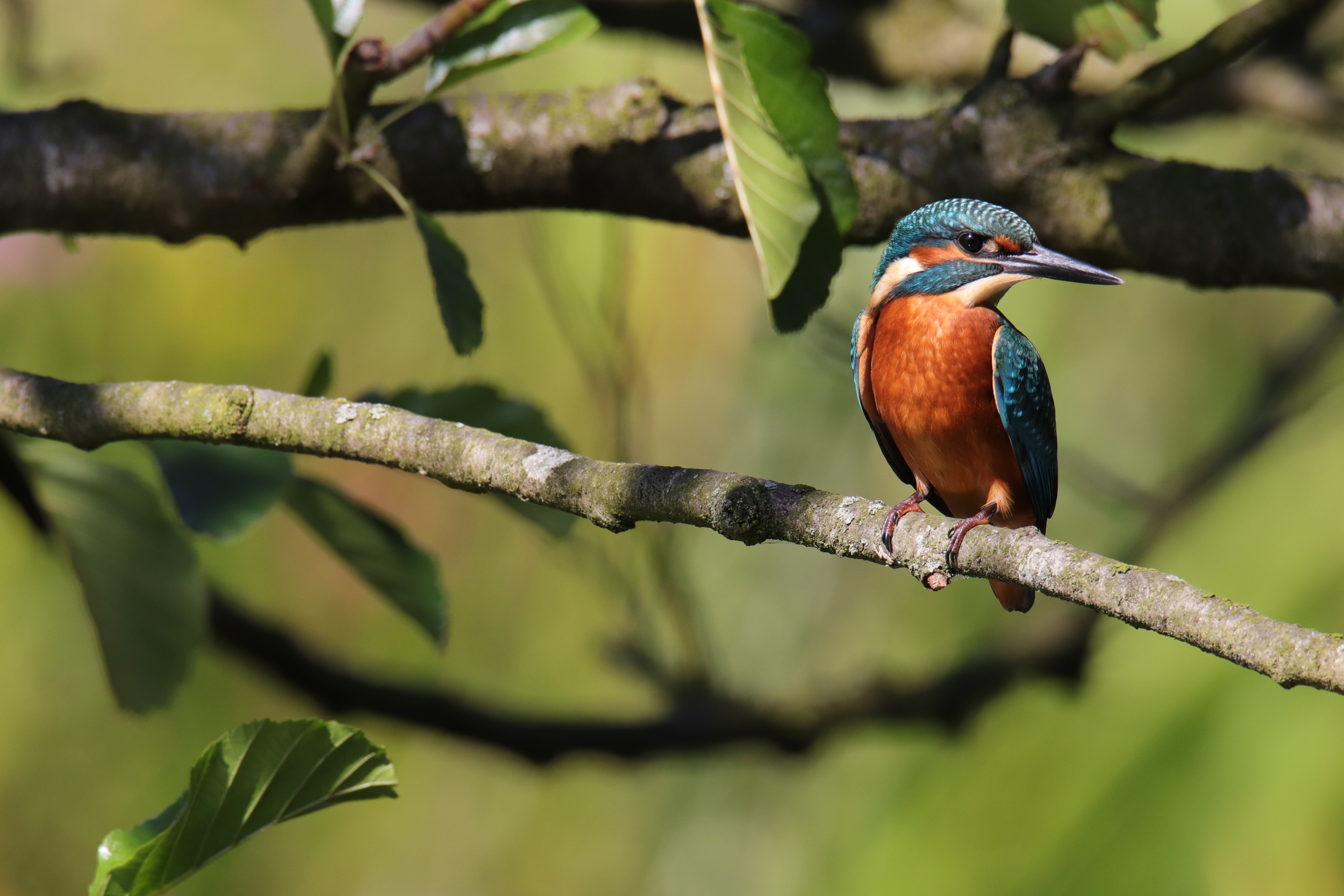
Eisvogel (Alcedo atthis)
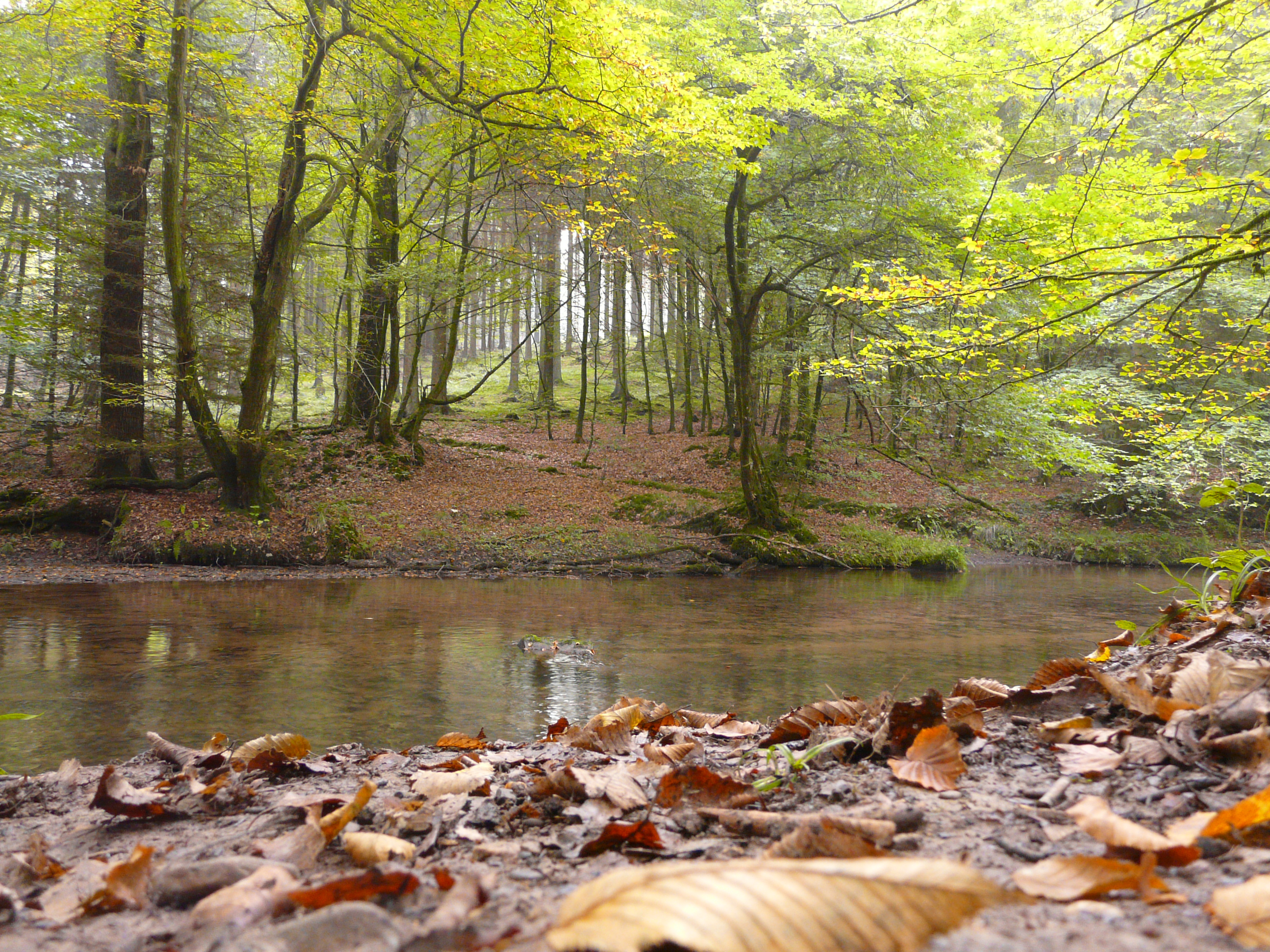
Dhünn in der Nähe von Maria in der Aue
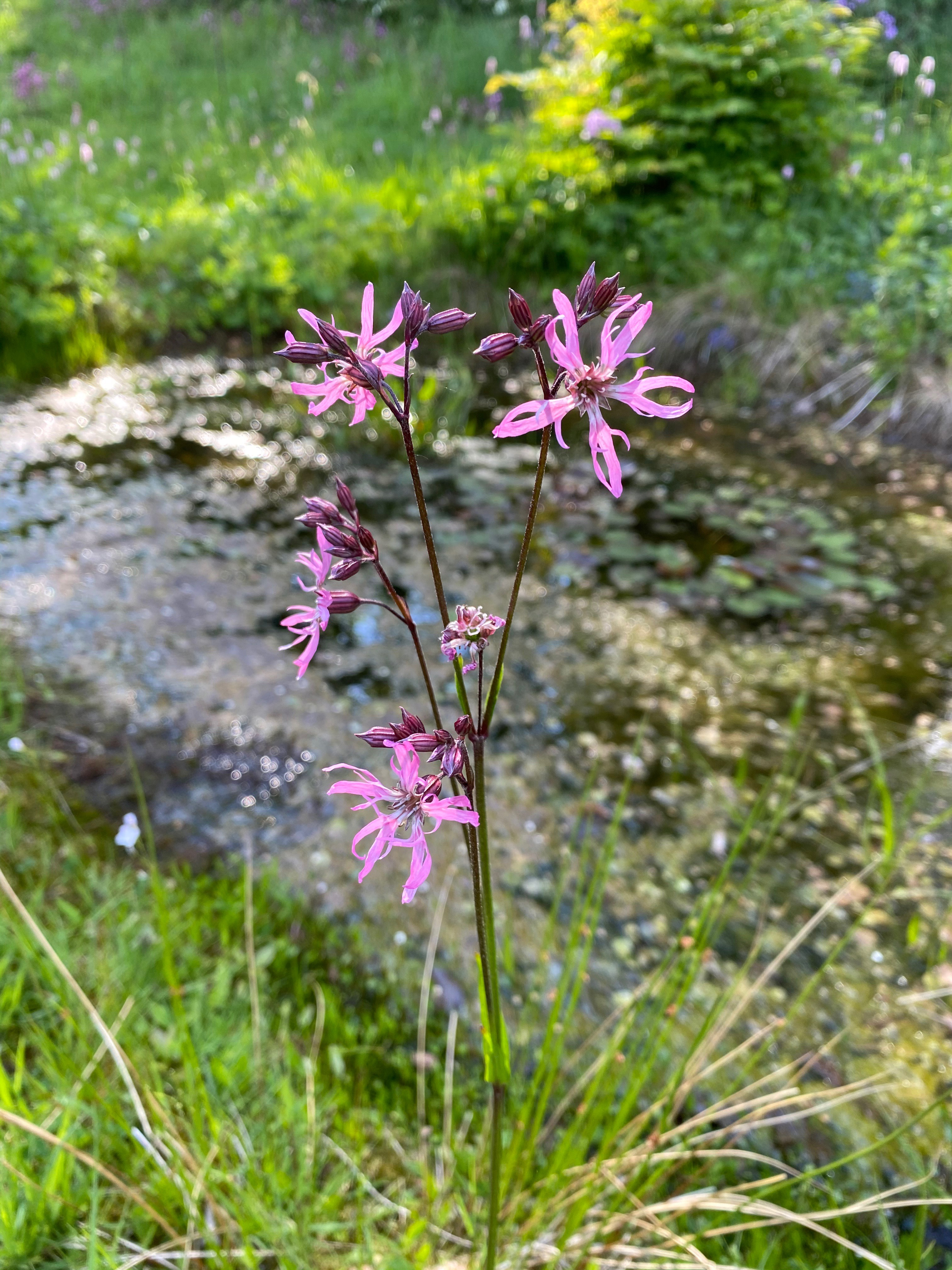
Kuckucks-Lichtnelke (Lychnis flos-cuculi)
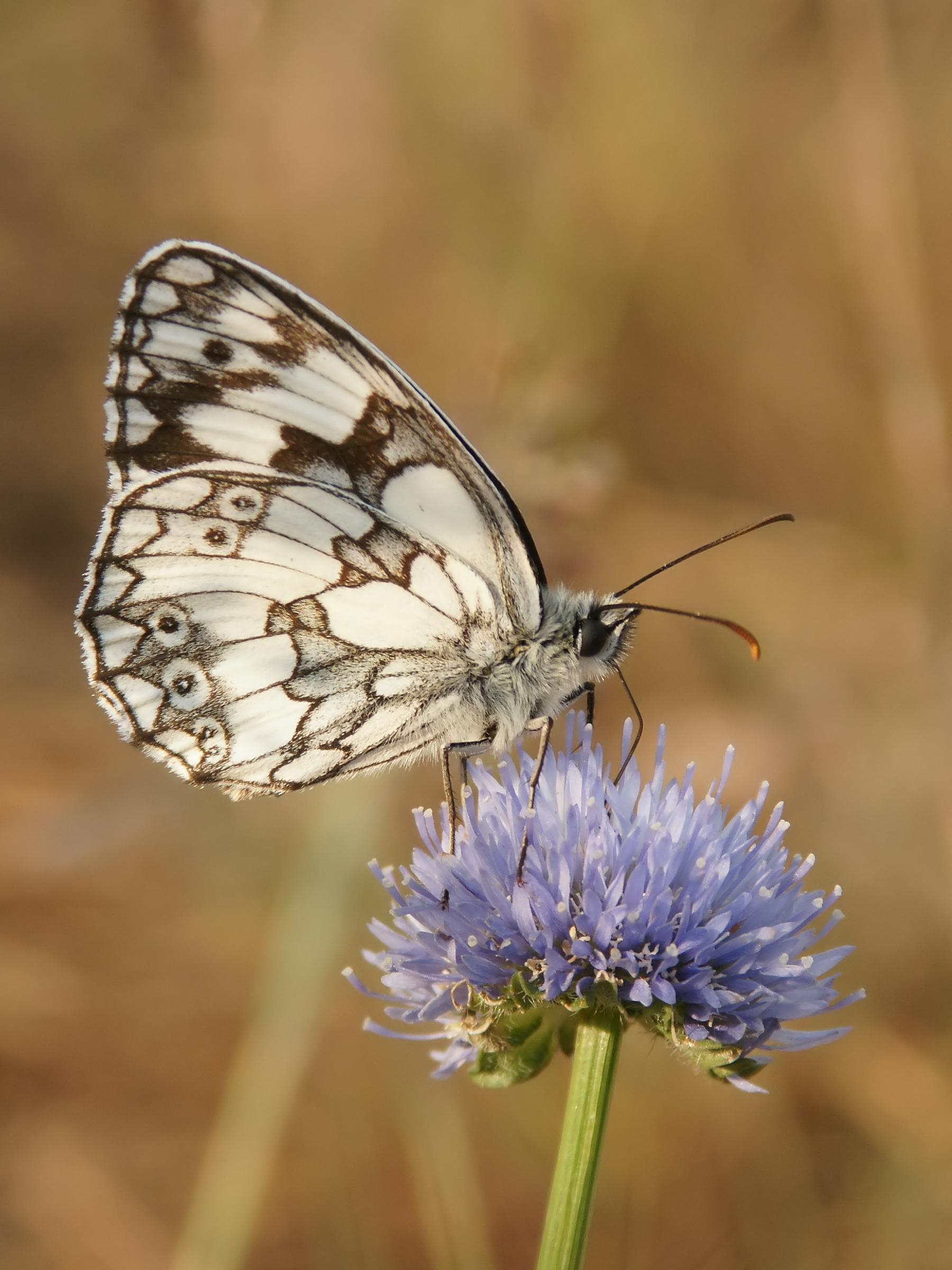
Schachbrettfalter (Melanargia galathea)
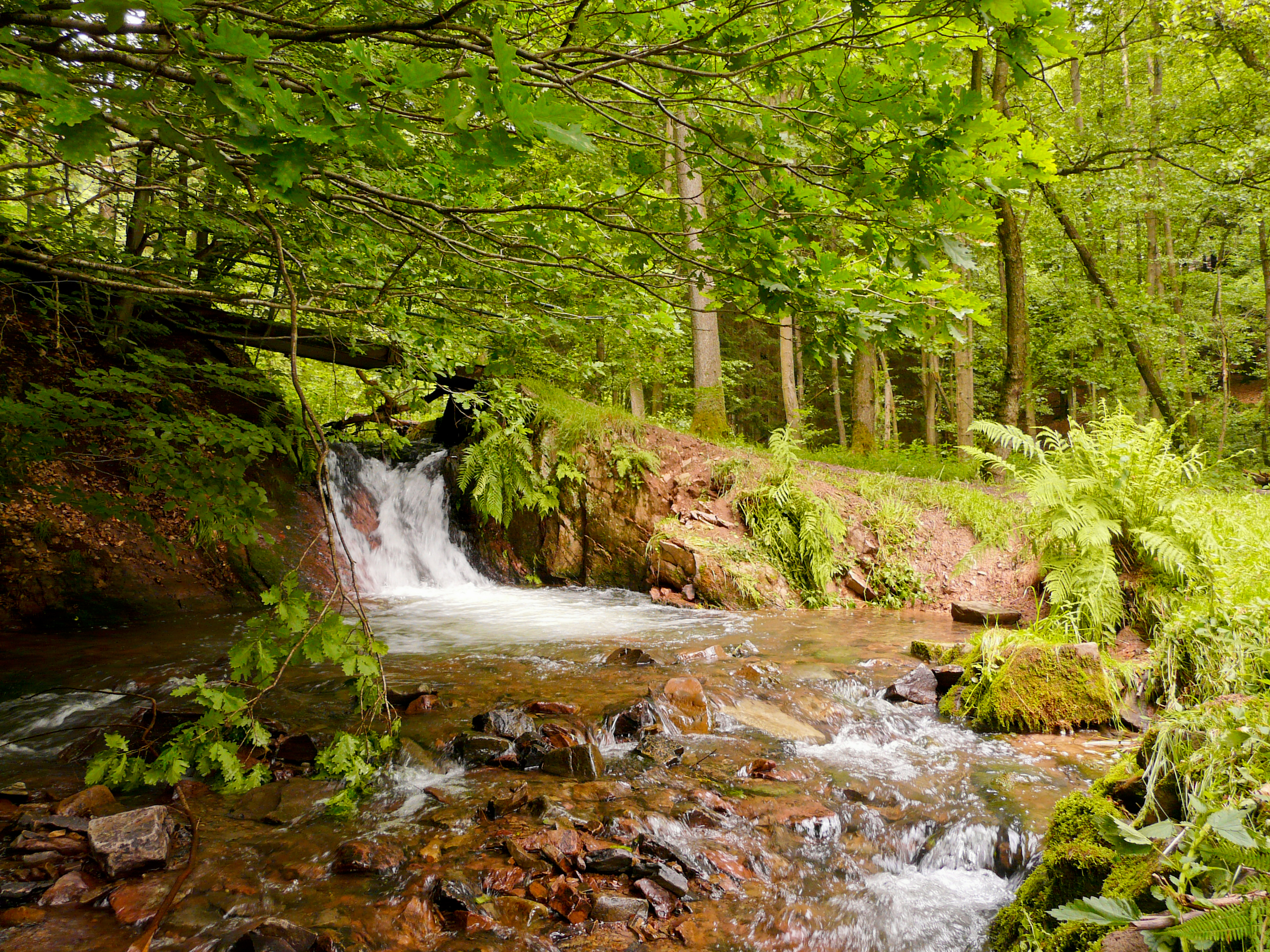
Zulauf zur Linnefe
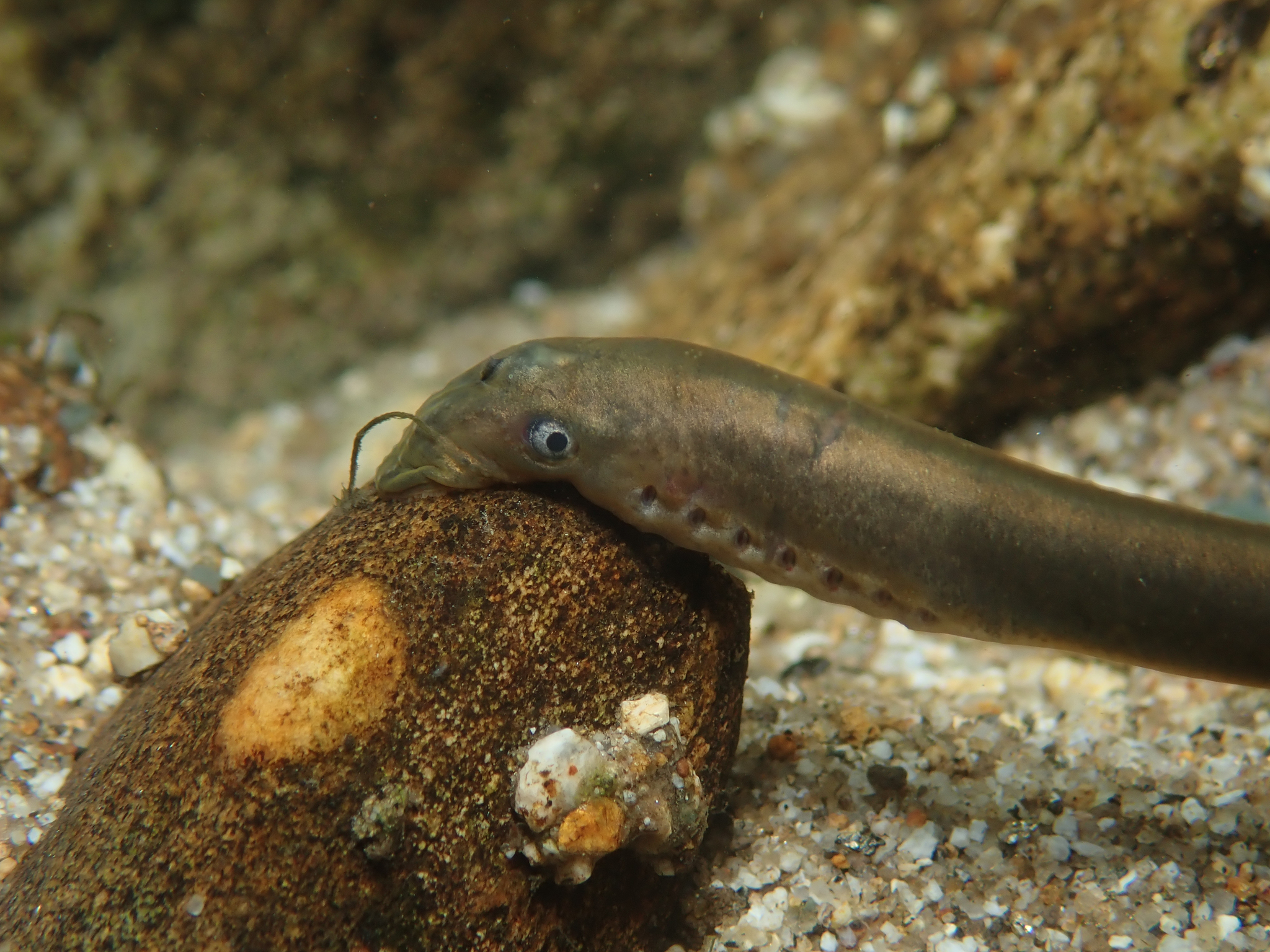
Bachneunauge (Lampetra planeri)
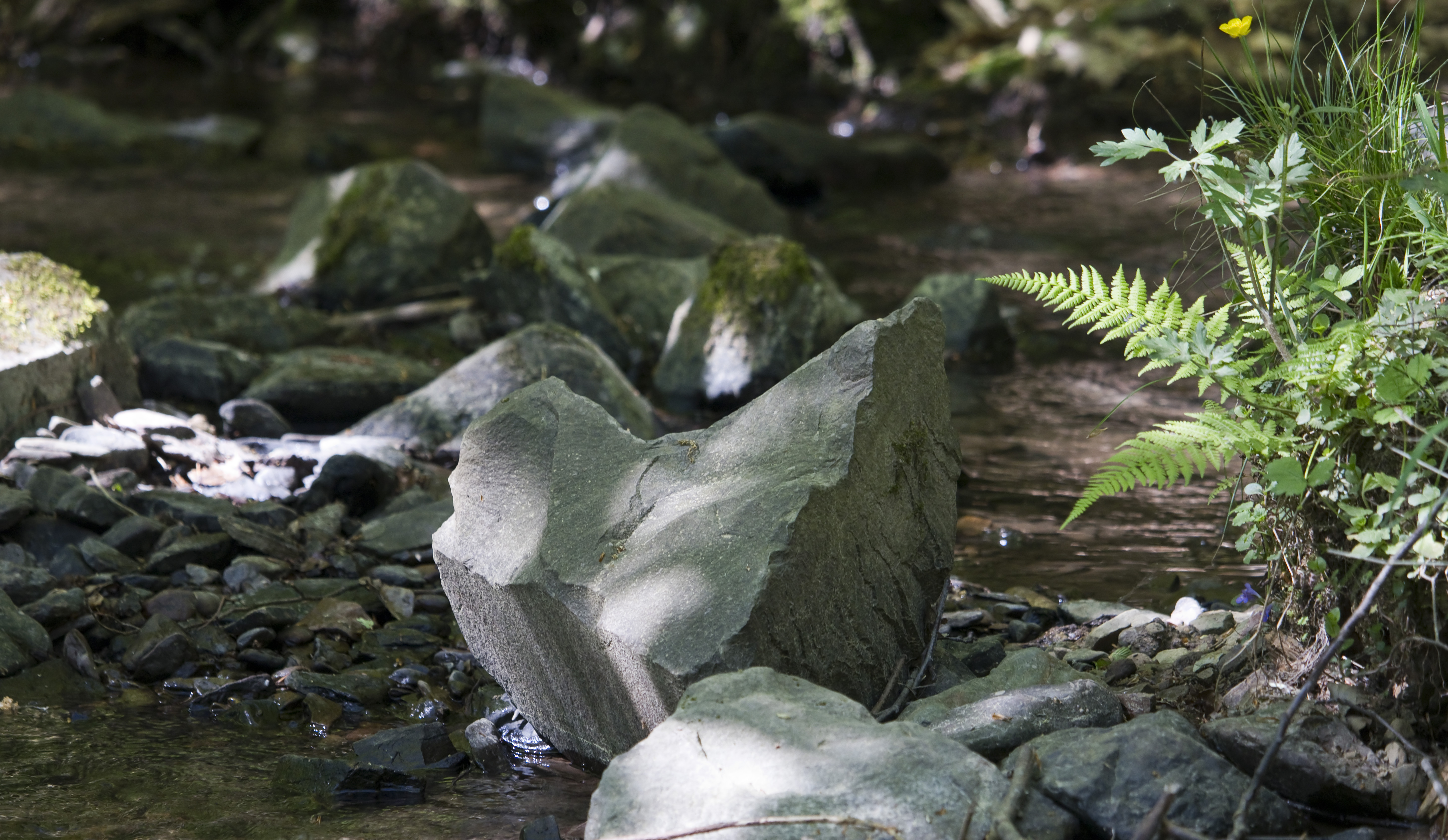
Bachbett der Linnefe
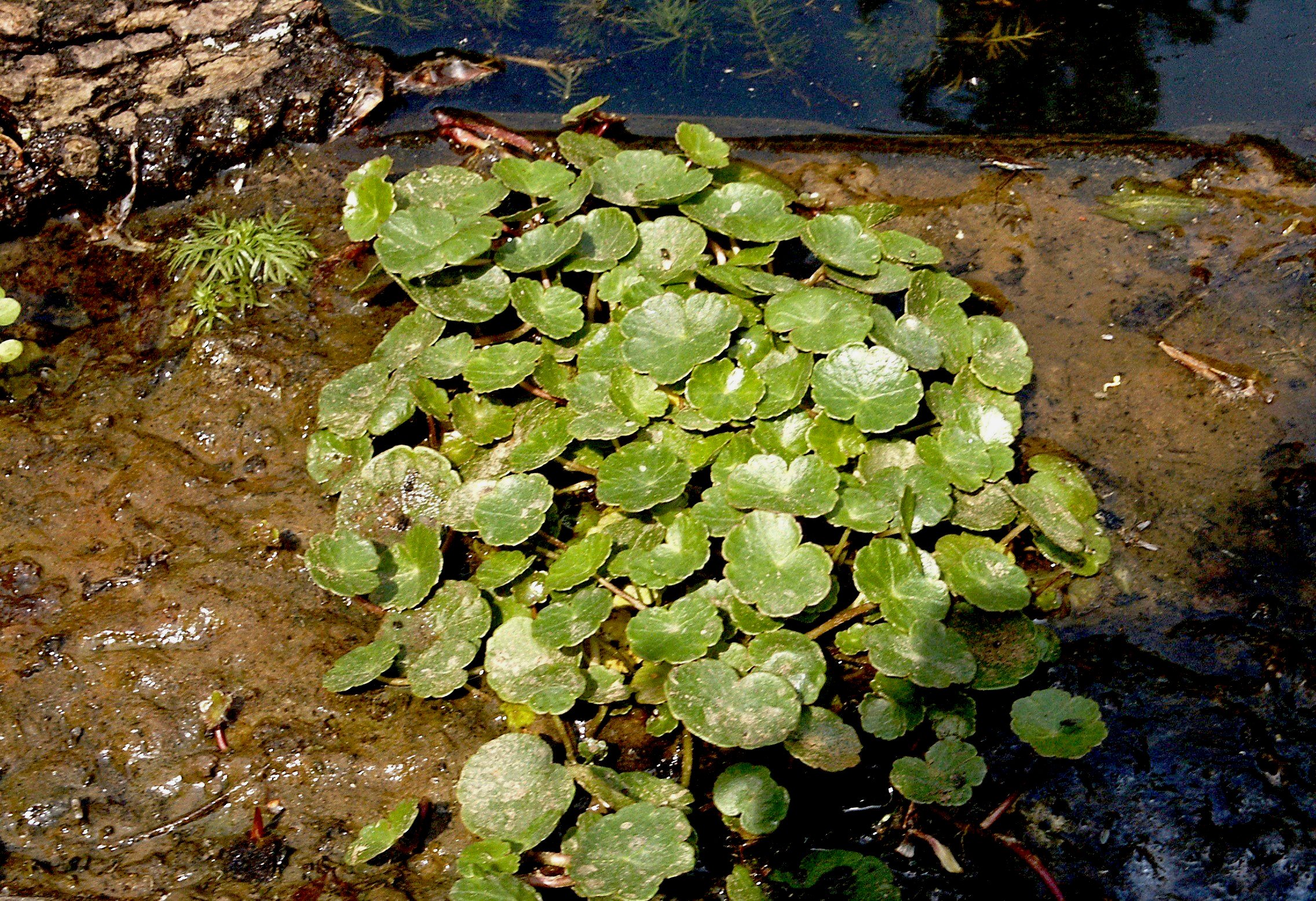
Gewöhnlicher Wassernabel (Hydrocotyle vulgaris)
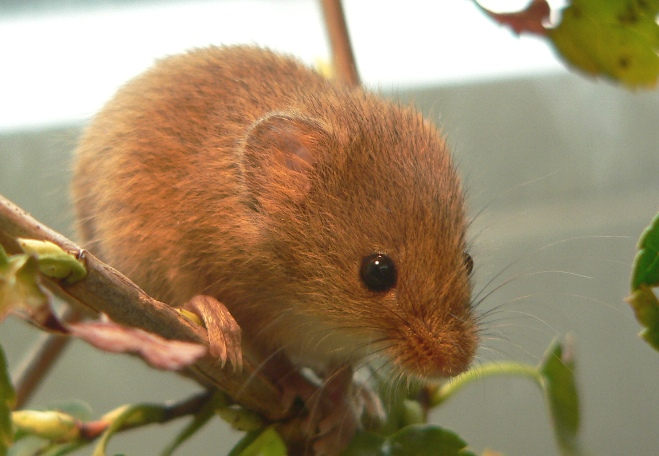
Zwergmaus (Micromys minutus)
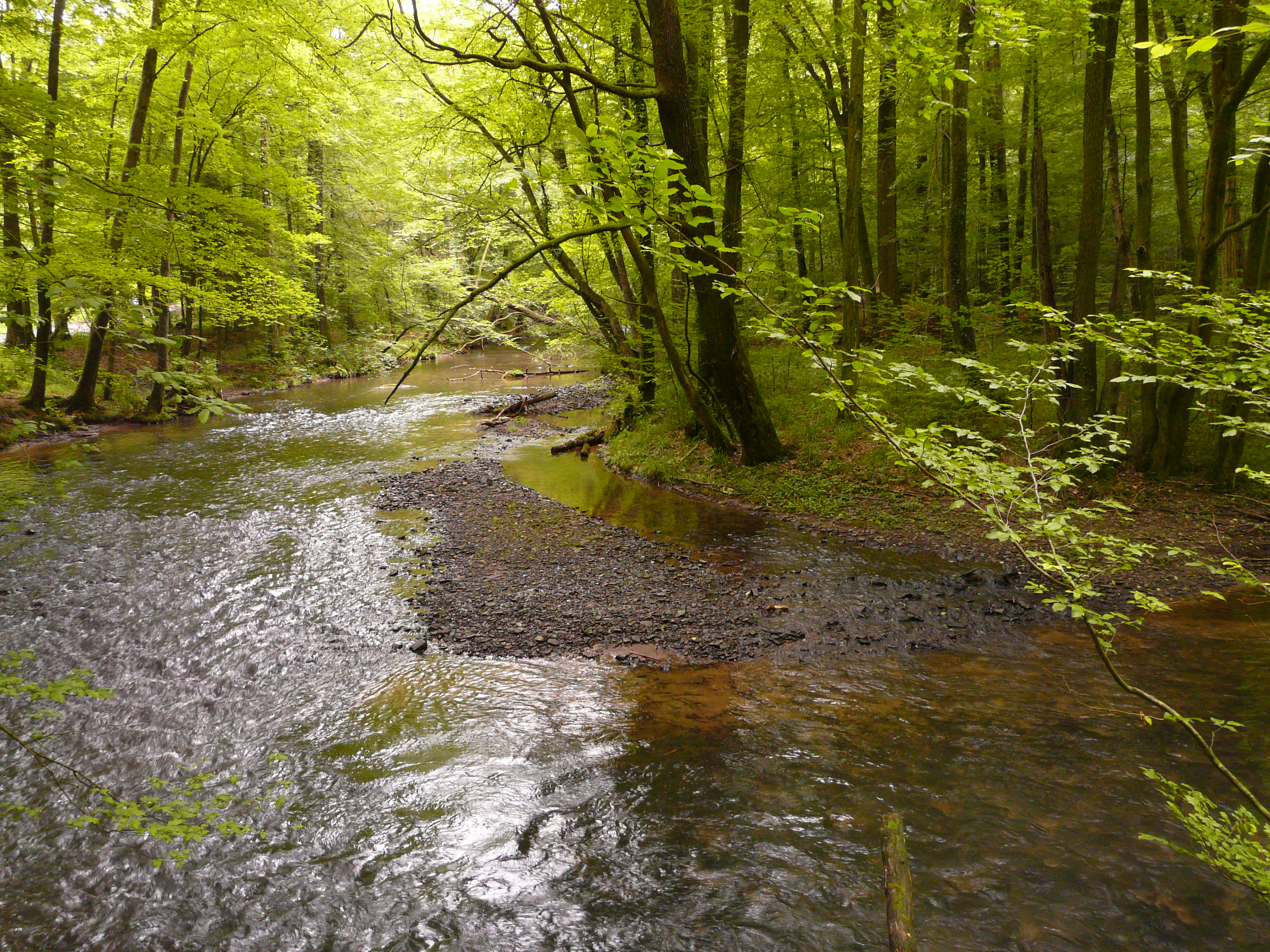
Die Dhünn im NSG
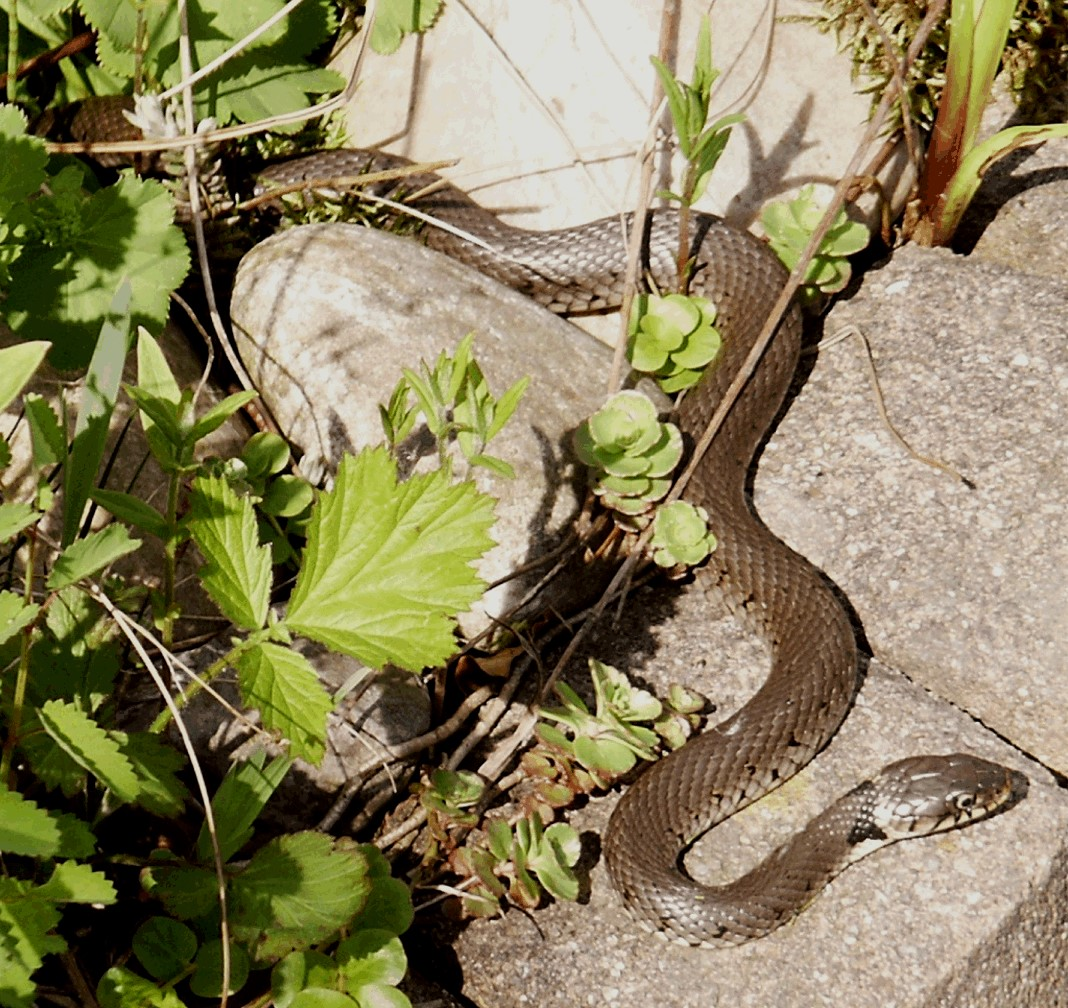
Ringelnatter (Natrix natrix)
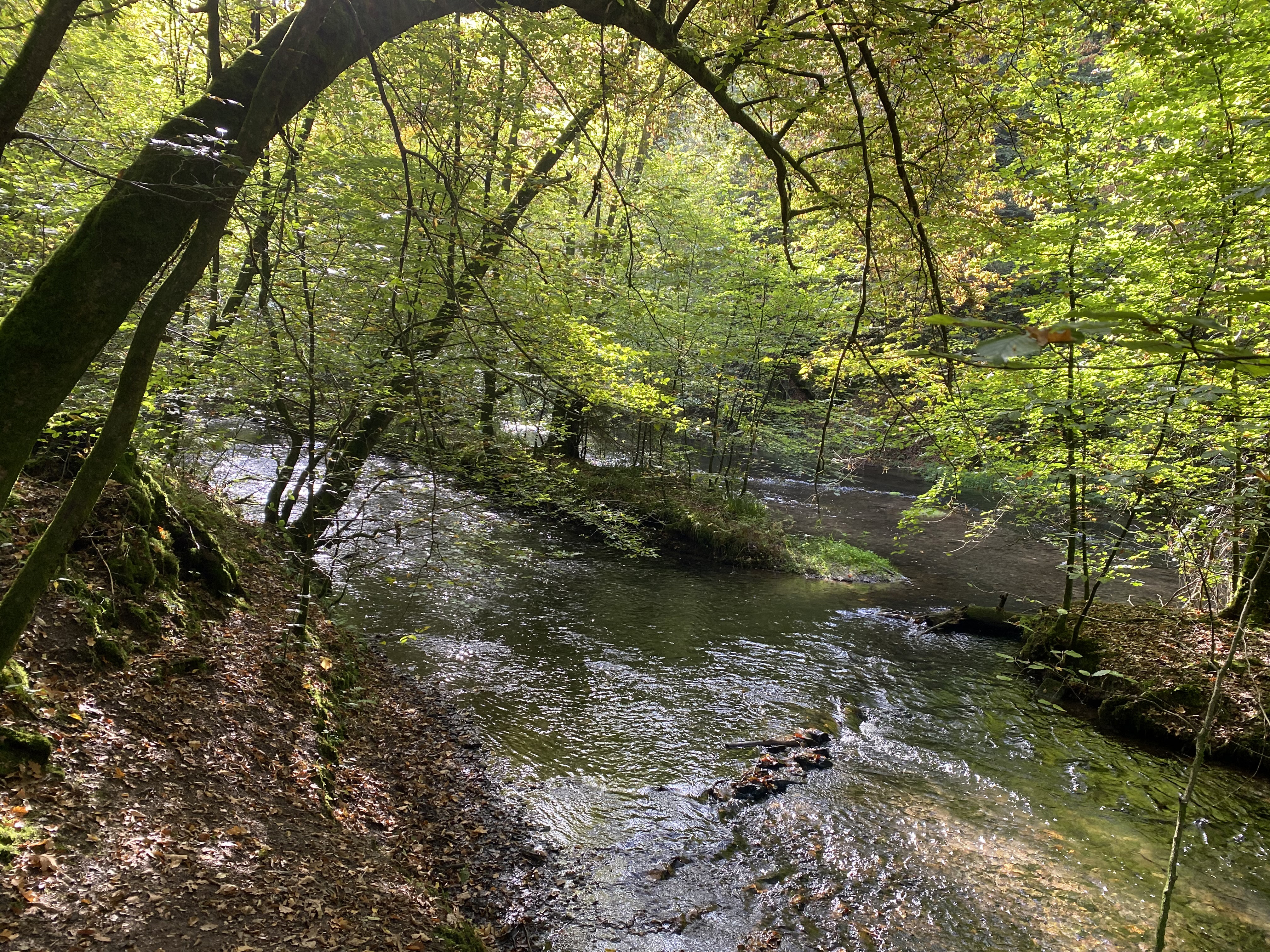
Dhünn teilt sich und bildet Inseln aus
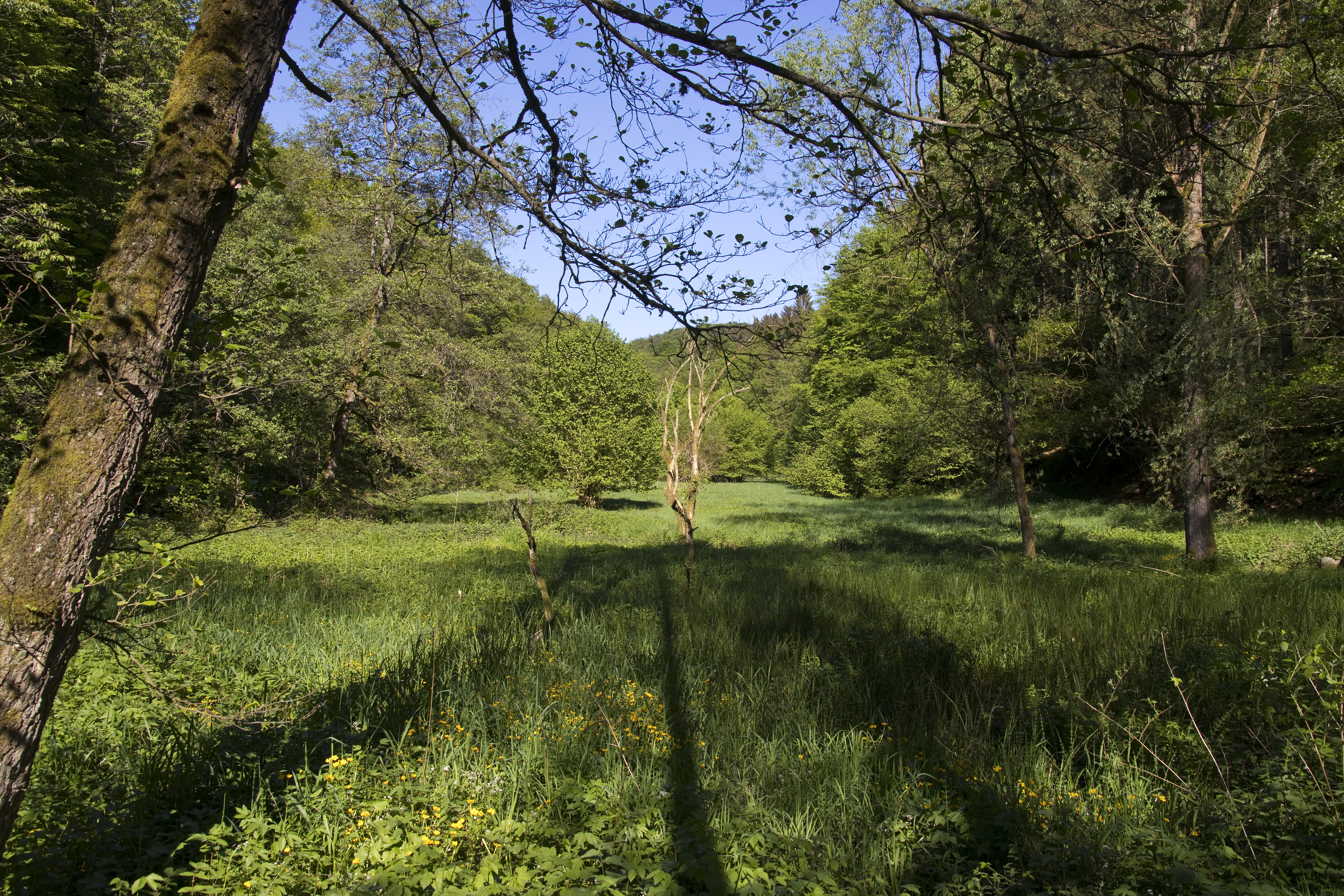
Im Talgrund der Linnefe
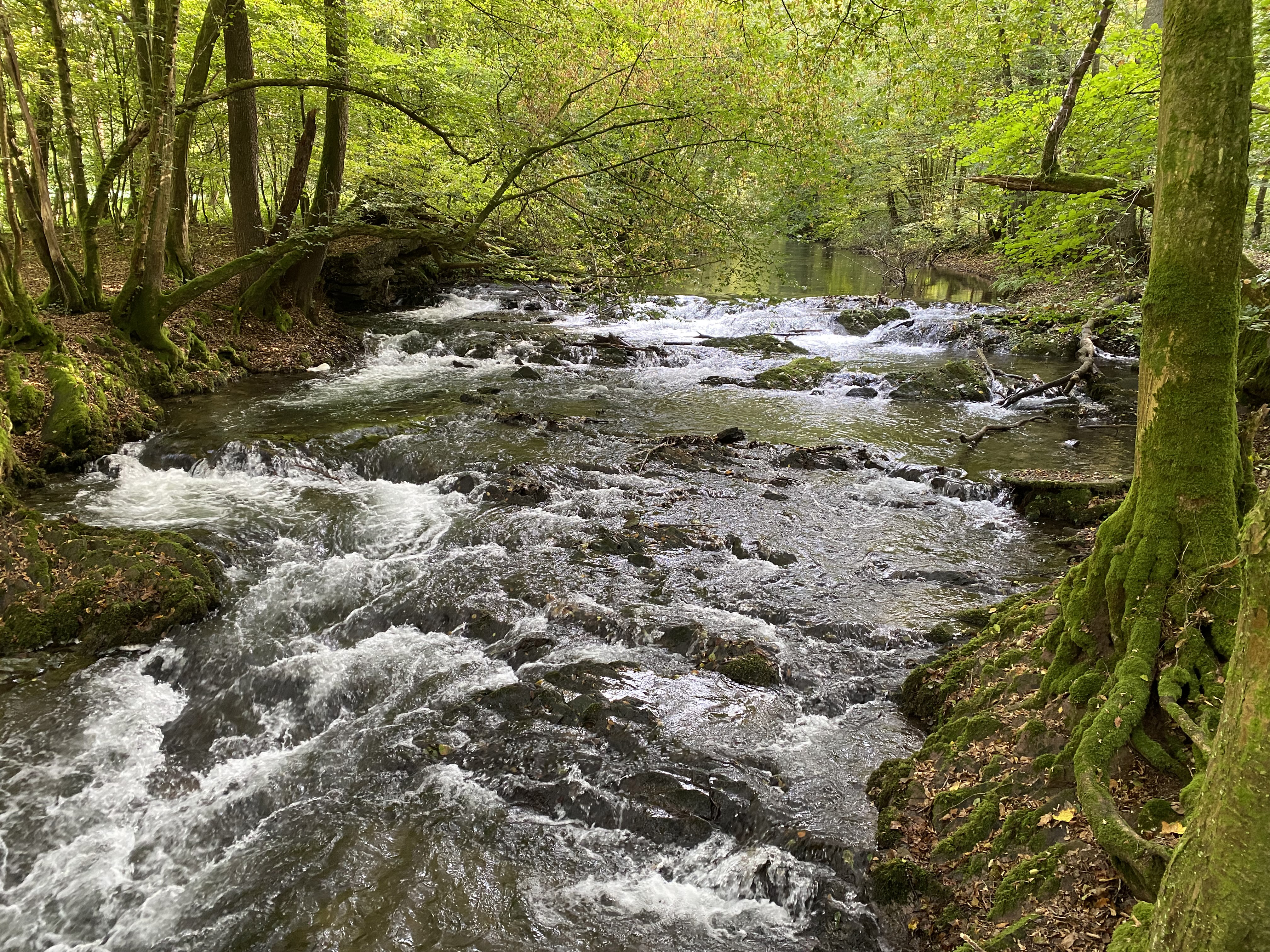
Dhünn mit hoher Fließdynamik
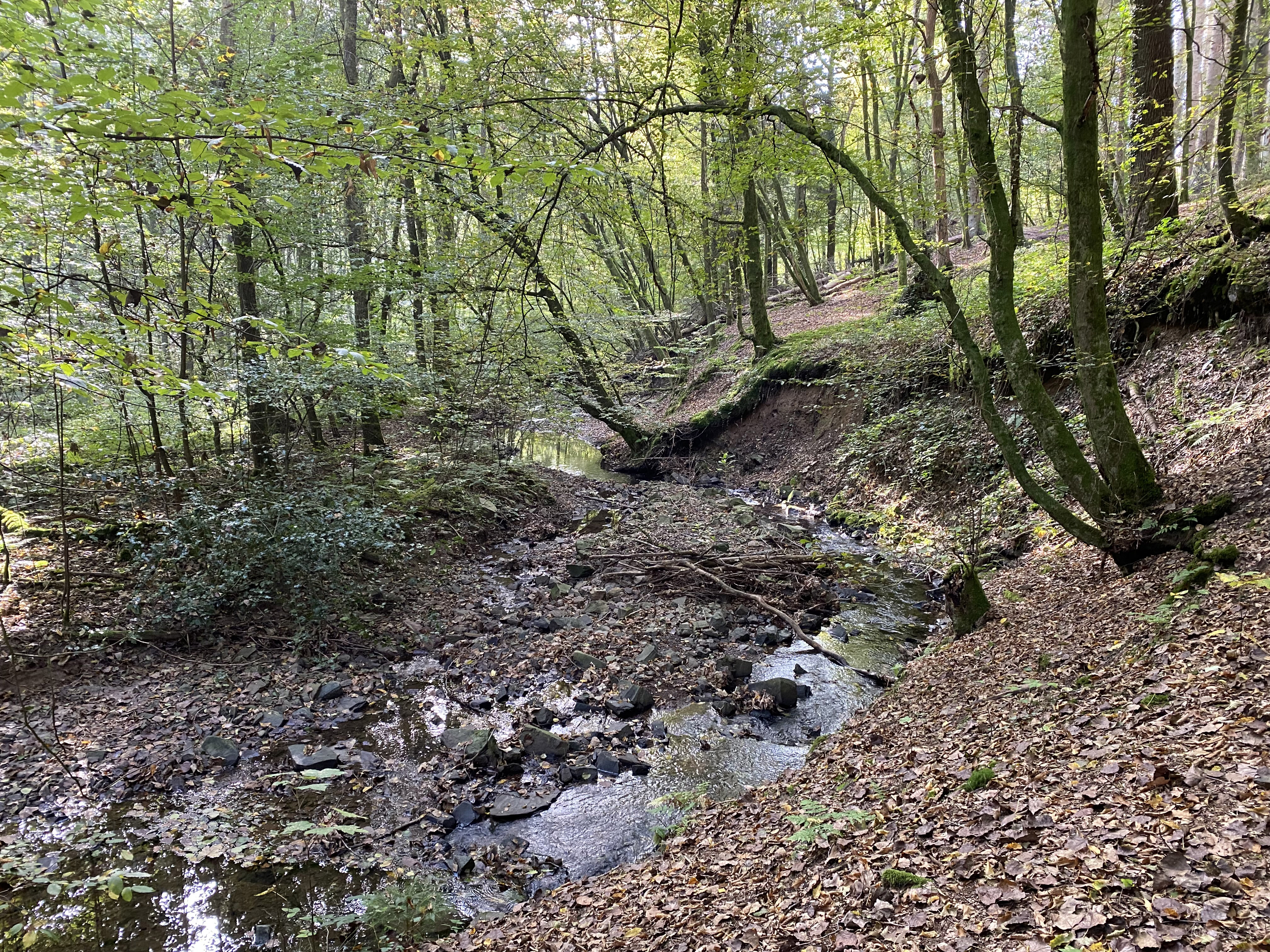
Linnefe fließt entlang eines Steilhanges am Rand einer Auwaldes